# Parque Nacional de Sapo
O Parque Nacional de Sapo é um parque nacional do condado de Sinoe, na Libéria. É a maior área de floresta tropical protegida do país e o único parque nacional,
e possui a segunda maior área de floresta tropical do Oeste da África, depois do Parque Nacional de Taï no país vizinho, Costa do Marfim.
Agricultura, construção, pesca, caça, assentamento humano e desmatamento são proibidos no parque.
O Parque Nacional de Sapo se localiza no ecossistema da floresta da Guiné Superior,
um hotspot de biodiversidade que tem "a maior diversidade de espécies de mamíferos de qualquer região do mundo", de acordo com o Conservation International, e na ecorregião das florestas da planície oeste da Guiné, de acordo com o esquema de classificação de ecorregiões do World Wide Fund for Nature.